# آرثر جيمس بلفور
آرثر جيمس بلفور (بالإنجليزية: Arthur James Balfour) سياسي بريطاني (25 يوليو 1848-19 مارس 1930). تولى رئاسة الوزارة في بريطانيا من 11 يوليو 1902 إلى 5 ديسمبر 1905. عمل أيضاً وزيراً للخارجية من 1916 إلى 1919 في حكومة ديفيد لويد جورج. اشتهر بإعطاء وعد بلفور الذي نص على دعم بريطانيا لإنشاء وطن قومي لليهود في فلسطين.
أصبح بلفور عضوًا في البرلمان في عام 1874، وحقق مكانة بارزة بعد توليه منصب رئيس وزراء أيرلندا، إذ ساهم في الحد من الاضطرابات الزراعية باتخاذ تدابير ضد أصحاب الأراضي الغائبين. عارض الحكم الداخلي الأيرلندي مجادلًا أنه لا يوجد حل وسط بين أن تكون أيرلندا ضمن المملكة المتحدة أو تصبح مستقلة. من عام 1891، تولى رئاسة حزب المحافظين في مجلس العموم، وخدم في ظل إدارة عمه، اللورد روبرت سيسل، الذي فازت حكومته بأغلبيات عظمى في عامي 1895 و1900. وُصف بلفور بأنه مناقش محترم، وكان يشعر بالملل من أداء المهام الاعتيادية في إدارة الحزب.
في يوليو 1902، خلف عمه رئيسًا للوزراء. بشأن السياسة المحلية، أصدر قانون شراء الأراضي (أيرلندا) لعام 1903، والذي جرى بموجبه شراء حصة معظم مالكي الأراضي الأنجلو أيرلنديين. كان لقانون التعليم لعام 1902 أثر كبير طويل الأمد في تحديث النظام المدرسي في إنجلترا وويلز وقدم الدعم المالي للمدارس التي تديرها كنيسة إنجلترا والكنيسة الكاثوليكية. شعر المناهضون بالغضب إزاء تلك القوانين وحشدوا ناخبيهم ضدها، ولكنهم لم يتمكنوا إبطالها. بشأن السياسة الخارجية والدفاعية، أشرف بلفور على إصلاح السياسة الدفاعية البريطانية ودعم ابتكارات جاكي فيشر البحرية. أبرم اتفاقًا وديًا مع فرنسا، وهو تحالف عزل ألمانيا. أيد الأفضلية الإمبراطورية بحذر كما فعل جوزيف تشامبرلين، إلا أن الاستقالات من مجلس الوزراء على خلفية إهمال التجارة الحرة تركت حزبه منقسمًا. تعرّض بلفور لغضب شعبي قرب انتهاء حرب بوير (حرب مكافحة التمرد التي وُصفت أساليبها بالوحشية) وجلب العمالة الصينية إلى جنوب أفريقيا (العبودية الصينية). استقال من منصب رئيس الوزراء في ديسمبر 1905، وعانى المحافظون في الشهر التالي من هزيمة ساحقة في انتخابات عام 1906، حيث خسر مقعده. سرعان ما عاد إلى البرلمان واستمر في العمل زعيمًا للمعارضة طيلة الفترة التي شهدت أزمة الميزانية لعام 1909 وخسارته مرتان في انتخابات شعبية أُقيمت في عام 1910 وإقرار قانون البرلمان لعام 1911. استقال من منصب قيادة الحزب في عام 1911.
عاد بلفور إلى الساحة السياسية حاملًا لقب اللورد الأول للأدميرالية في حكومة إسكيث الائتلافية (1915- 1916). في ديسمبر 1916، أصبح وزير الخارجية ضمن تحالف ديفيد لويد جورج. بُذلت جهود كثيرة لإبعاده عن العمل الداخلي للسياسة الخارجية، على الرغم من وجود إعلان بلفور الذي ينص على إنشاء وطن يهودي. استمر في العمل في المناصب العليا طوال عشرينيات القرن العشرين، وتوفي في 19 مارس 1930 عن عمر 81 عامًا، بعد أن أنفق ثروة هائلة ورثها. لم يتزوج قط. تدرب بلفور ليصبح فيلسوفًا –وهو الذي جادل ضد الاعتقاد السائد حول إمكانية معرفة العقل البشري للحقيقة– وُصف بأنه ذو موقف منقسم بشأن الحياة، وهو ما تجلى في ملاحظة نُسبت إليه: «لا يوجد الكثير من الأمور المهمة، وإنما القليل من الأمور ما يهم على الإطلاق.»

## نشأته
ولد آرثر بلفور في وايتنغهام، شرق لوثيان، اسكتلندا، وهو الابن الأكبر لجيمس ميتلاند بلفور (1820-1856) والسيدة بلانش غاسكوين سيسيل (1825-1872). كان والده وجده أعضاء في البرلمان الأسكتلندي، وتنحدر والدته من عائلة سيسيل المنسوبة لروبرت سيسيل، إيرل ساليسبوري الأول، وهي ابنة ماركيز ساليسبري الثاني وشقيقة الماركيز الثالث، رئيس الوزراء المقبل. والده الروحي هو دوق ويلينغتون، وسُمي تيمنًا به. هو الابن الأكبر، والثالث من ثمانية أطفال، ولديه أربعة أشقاء وثلاثة أخوات. تلقى آرثر بلفور تعليمه في مدرسة غرانج الإعدادية في هوديسدون، هيرتفوردشاير (1859-1861) وكلية إيتون (1861-1866)، حيث درّسه ويليام جونسون كوري. التحق بجامعة كامبريدج، حيث درس العلوم الأخلاقية في كلية ترينيتي (1866-1869)، وتخرج بدرجة الشرف في المرتبة الثانية. عمل شقيقه الأصغر، فرانسيس ميتلاند بالفور (1851-1882)، عالمًا للأجنة في كامبريدج.

## حياته الشخصية
التقى بلفور بقريبته ماي ليتيلتون في عام 1870 عندما كانت تبلغ من العمر 19 عامًا. يُقال إن بلفور عبّر عن حبه لها في ديسمبر 1874 بعد وفاة خطيبها السابق. توفيت ماي جراء إصابتها بحمى التيفوئيد في يوم الأحد 21 مارس 1875، ورتب بلفور لدفنها وبحوزتها خاتم من الزمرد. ظنّت لافينيا تالبوت، شقيقة ماي الكبرى، أنهما كانا على وشك الارتباط، إلا أنها لم تكتب مذكراتها حول ضائقة بلفور إلا بعد ثلاثين عامًا. يشير المؤرخ آدامز إلى أن رسائل ماي تناقش حياتها العاطفية بالتفصيل، ولكنها لم تحتوِ على أي دليل يثبت حبها لبلفور، وأنه تحدث معها حول الزواج. زارها مرة واحدة فقط خلال إصابتها بالمرض الذي دام ثلاثة أشهر، وسرعان ما لبى دعوات المناسبات الاجتماعية بعد أشهر قليلة من وفاتها. يشير آدامز إلى أنه على الرغم من كون بلفور خجولًا إلى الحد الذي لا يسمح له بالتعبير عن مشاعره، ربما كان كذلك سببًا في تشجيع الحكايات التي تروي مأساة شبابه في سبيل التستر على موضوع عدم زواجه، ولكن ذلك غير دقيق.
بقي بلفور عازبًا طيلة فترة حياته. رغبت مارغوت تينانت (مارغوت أسكيث لاحقًا) بالزواج منه، إلا أن بلفور رفض ذلك وفضّل العمل على بناء مسيرة مهنية خاصة به. حافظت أخته غير المتزوجة، أليس على منزل أسرته. في منتصف عمره، ارتبط بلفور بماري تشارتريس بعلاقة صداقة دامت 40 عاماً، والتي أصبحت كونتيسة ويمز لاحقًا. ذكرت في أحد رسائلها أنه من الصعب تحديد طبيعة صداقتهما، وتشير رسائلها إلى احتمال ارتباطهما بعلاقة عاطفية عام 1887، واحتمال انخراطهما بعلاقة سادية مازوخية. اعتقد كاتب آخر أنهما أقاما علاقة جسدية مباشرة، ورفض الإيحاءات التي استبعدت أن بلفور مثلي الجنس. أثناء حرب بوير، ادعى اللورد بيفيربروك أن بلفور شخص ثلاثي الجنس لم يره أحد عاريًا.
كان بلفور عضوًا قياديًا في مجموعة الأرواح الاجتماعية والفكرية.

## حياته السياسية
انتخب بلفور لأوّل مرة في البرلمان سنة 1874، وعمل وزيراً أوّلا لاسكتلندا عام 1887، ثم وزيراً رئيساً لشؤون [وضح من هو المقصود ؟] من عام 1887 - 1891, ثم أول رئيس للخزانة من عام 1895 - 1902, ورئيساً لوزراء بريطانيا من عام 1902 - 1905.
عند تسلمه منصب وزير الخارجبة في بريطانيا أصدر في 2 نوفمبر/ تشرين الثاني 1917 تصريحا مكتوبا وجهه باسم الحكومة البريطانية إلى اللورد ليونيل والتر روتشيلد (1868-1937)، يتعهد فيه بإنشاء «وطن قومي للشعب اليهودي في فلسطين»، واشتهر التصريح باسم وعد بلفور.
وكان يعارض الهجرة اليهودية إلى شرق أوروبا خوفاً من انتقالها إلى بريطانيا، وكان يؤمن بأن الأفضل لبريطانيا أن تستغل هؤلاء اليهود في دعم بريطانيا من خارج أوروبا.

## رؤيته للصهيونية

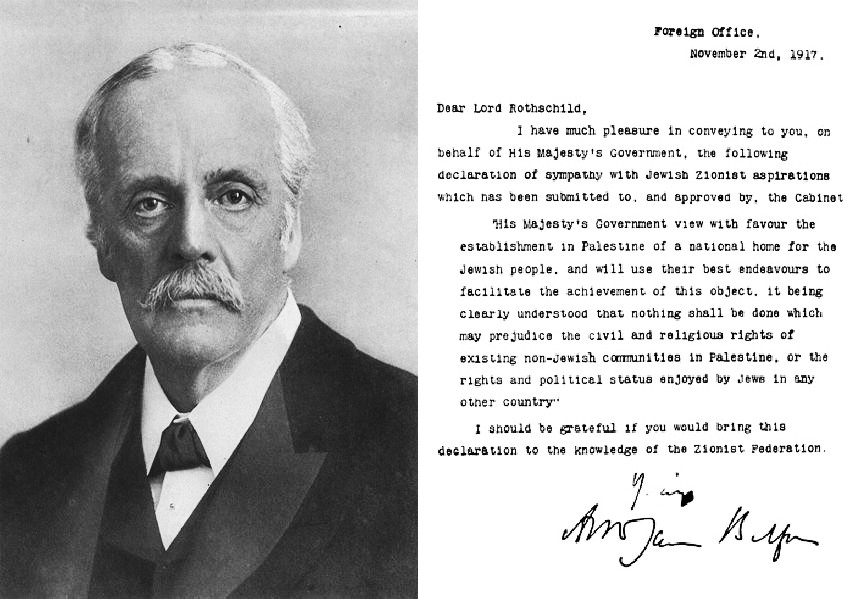
صورة لـ آرثر مع وعد بلفور

أعجب بلفور بشخصية الزعيم الصهيوني حاييم وايزمان الذي التقاه عام 1906، فتعامل مع الصهيونية باعتبارها قوة تستطيع التأثير في السياسة الدولية وبالأخص قدرتها على إقناع الرئيس الأميركي وودرو ويلسون للمشاركة في الحرب العالمية الأولى إلى جانب بريطانيا. وحين تولى منصب وزارة الخارجية في حكومة لويد جورج في الفترة من كانون الأول/ديسمبر1916 إلى 1919 وعده المعروف بـ«وعد بلفور» عام 1917 انطلاقا من تلك الرؤية.
كانت أول زيارة لبلفور إلى فلسطين عام 1925 حينما شارك في افتتاح الجامعة العبرية. وقد ذهب أولاً إلى الإسكندرية بعد ظهر الإثنين 23 مارس 1925. وكان في استقباله وفدٌ من المنظمات الصهيونية في مصر وطلاب المدارس اليهودية يرأسهم حاخام، ولدى وصول السفينة أسپريا الساعة 4 عصراً صعد الحاخام إلى السفينة للترحيب به، وبعد استقبالٍ دام ساعتين -لم يحضره سوى تنظيماتٌ صهيونية- سافر في عربة قطار مجهزة خصيصاً إلى القاهرة حيث نزل ضيفاً على اللورد اللنبي وزوجته. في القاهرة قامت مظاهرات عارمة منددة بوصوله كان أكبرها في حديقة الأزبكية. يروي محمد علي الطاهر -صاحب جريدة الشورى- الذي كان بين المتظاهرين الرواية التالية:
وعلى هذه النقطة الخلافية، غادر قطار بلفور متجهاً إلى فلسطين. وقد عولجت الرحلة ببعض التفصيل في مختلف الدراسات التاريخية، وأبرزها «الحركة الوطنية الفلسطينية 1917-1936» بقلم عادل غنيم. إلا أن التفصيل الكامل كما سجلته الأهرام يستحق تمحيصاً دقيقاً.
"وبينما كان القطار المقل لبلفور يتقدم نحو فلسطين انهالت رسائل وتلغرافات الاحتجاجات على مكاتب الأهرام. كانت إحداها مرسلة باسم الجالية السورية في مصر وتخاطب بلفور: "نحن ندين إعلانك الجائر، ولن نتخلى عن حقوقنا السليبة وسنواصل نضالنا للنهاية على أمل تحقيق طموحاتنا القومية." وكان التلغراف موقعاً من أكثر من 20 شخصاً -بينهم شكري القوتلي- الذي سيصبح لاحقاً رئيس جمهورية سوريا. وتلغراف آخر أرسلته الجالية الأردنية في مصر مذكرةً بلفور بأنه في طريقه إلى "البلد الذي دمر وعدُه المستهجَن حريته" مضيفاً أن وصول بلفور "سيزيد من تمسك الفلسطينيين ببلدهم."
إلا أنه لم تكن الاحتجاجات لتثني بلفور عن طريق المختار. وقد أوفد الأهرام مراسلاً آخر إلى القدس لتغطية تحركات اللورد البريطاني من وقت وصول قطاره إلى المدينة المقدسة. وكانت أولى زيارات بلفور الرسمية هي للمستوطنة الصهيونية "قارا Qara"، حيث استقبل بحفاوةٍ"، وبعد غداءٍ هناك ذهب بلفور وحاشيته إلى تل أبيب "المدينة اليهودية العصرية المبنية بالقرب من يافا" ولدى وصوله وجد الزائر الكبير "كل البيوت والمعاهد مزينة بالأعلام البريطانية والصهيونية، وحشود من الناس -رجالاً ونساءً وطلاباً- هُرعوا لتحيته حاملين لافتاتٍ عليها صورته على أعناقهم"، ويواصل مراسل الأهرام: "وقد تطوعت قوة من 150 شاباً يهودياً لمساعدة الجيش والشرطة لحفظ النظام."

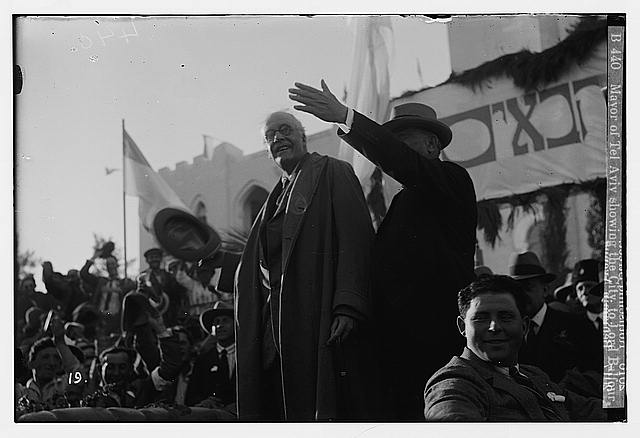
أثناء زيارة بلفور لحيفا

وفي تلك الأثناء أعلنت المدارس في غزة وطولكرم وكلية المعلمين في القدس ومعاهد فلسطينية أخرى الإضراب احتجاجاً على زيارة بلفور «كما فعل الناس في جميع أرجاء البلد»، وبلا شك فقد كانت حكومة الانتداب البريطاني في فلسطين مستعدة للاضطرابات المحتملة، فقد أوردت الأهرام أن وزير الحربية البريطاني أعلن في مجلس العموم أن فوج فرسانٍ مدرعٍ أُرسل من مصر إلى فلسطين لإخماد أي اضطرابات.
وبعد ذلك بفترة وجيزة أوردت الأهرام أن الحكومة المصرية تنوي إرسال أحمد لطفي السيد، مدير الجامعة المصرية، إلى فلسطين لحضور حفل افتتاح الجامعة العبرية. وقد فوجئ العديد بالرغم من صيحات الفلسطينيين في مصر أن البروفسور وافق على الذهاب. وفي رسالة إلى الأهرام احتج الشباب العربي بفلسطين على قبول أحمد لطفي السيد للدعوة لكونها طعنة في ظهر فلسطين العربية وناشدوا الحكومة المصرية أن تغير قرارها. وبشكلٍ مماثلٍ أعرب الطلاب الفلسطينيون في جامعة الأزهر عن حزنهم لقرار الجامعة إرسال وفد إلى الافتتاح لأنه «سوف يمكّن الصهاينة من استخدام اسم مصر لصالحهم». ومرة أخرى سقطت الاحتجاجات الفلسطينية على آذانٍ صماء، إذ ذهب مدير الجامعة المصرية إلى فلسطين لحضور افتتاح الجامعة العبرية في القدس، وهو الفعل الذي أبدى ندمه عليه لاحقاً.
وفي ذلك الحين ذهب بلفور إلى مستوطنةٍ يهوديةٍ أخرى كما تجاهل المظالم العربية والفلسطينية بآذانٍ صماء كما بدا مُصرّاً أن يكون مستفِزاً قدر الإمكان. كما قال إنه تعهد بإنشاء وطن قومي لليهود في فلسطين، وإنها ليست خطة شخص واحد أو أمة، بل هو تجسيدٌ لرأي هيئة أكبر الدول التي وقعت على معاهدة فرساي وبالتالي أبدى صعوبة إلغاء ما أقدم عليه.
قضى بلفور أسبوعين في فلسطين وسط إضراباتٍ عامةٍ واحتجاجاتٍ من قبل الفلسطينيين وابتهاجٍ من الصهاينة الذين شرعوا في تسمية الشارع الدي مرت منه سيارته باسمه، وكانت المحطة الأخيرة له قبل أن يغادر في 7 إبريل حيفا حيث المدينة بأكملها في ذاك الحين أضربت ولكن كان عازماً على زيارة الربع الصهيوني للمدينة ومختلف المؤسسات الصهيونية وتناول العشاء مع حاكم المدينة.
المرحلة التالية من جولة بلفور أخذته إلى سوريا حيث سيقابل موقفاً مختلفاً تماماً. فسوريا لم تكن خاضعة لحكم الانتداب البريطاني المستعد دوماً لقمع مظاهرات الفلسطينيين، وسيتعرض للطرد، وكان في ذلك العام أن سوريا تستعد للثورة السورية الكبرى التي بدأت في وقتٍ لاحقٍ من نفس العام، وهنالك لن يوجد أي صهيوني لاستقبال بلفور.
وفي صباح 8 إبريل تم تعيين حراسةٍ مشددّةٍ على القطار الذي سينقل بلفور والوفد المرافق له من حيفا إلى دمشق واصطحب بلفور معه مسؤولين حكوميين وعملاء بريطانيين أرسلوا لضمان سلامته، ورغم أن الحكومة البريطانية مركزت الشرطة في المحطات لكن هذا لم يمنع القرويين من أن يحتجوا ويرفعوا لوحات سوداء أثناء مرور القطار.
كما أمـَّنت السلطات البريطانية اتفاقية من حكومة المحمية الفرنسية في سوريا لحماية بلفور أثناء زيارته. ولذلك أمـَّنت السلطات الفرنسية في حوران ودرعا محطات السكة الحديد في تلك المناطق وقد ذهب القائد الفرنسي لشرطة دمشق إلى الحدود لتحية القطار. ويواصل الأهرام تقريره «وعندما وصل القطار إلى درعا كان المسؤولون الفرنسيون مصطفين لاستقبال بلفور ودعوه وحاشيته إلى وجبة في مطعم المحطة، التي منع قومندان الشرطة دخول الناس إليها، وبعدها عاد بلفور للقطار في طريقه لدمشق».
بعدما لمست هذه الاضطرابات العاصمة السورية بسبب قرب زيارة بلفور رتب المسؤولون الفرنسيون نزول بلفور على مشارف العاصمة السورية وكان في استقباله القنصل البريطاني وغيره من القناصل الآخرين.
وفي اليوم التالي حدث مزيد من الاضطرابات بعد صلاة الظهر، ويقول مراسل صحيفة الأهرام "وهرعت حشودٌ تجاه فندق فيكتوريا وتحطمت حواجز الشرطة ووصلت الحشود تقريبا أبواب الفندق". ويتابع المراسل: المسؤولون حاولوا منعهم، لكن اضطروا في الأخير إلى إطلاق عياراتٍ ناريةٍ في الهواء. وفي الثانية مساءً أرسلت ثماني عربات مدرعة لاستعادة النظام".
ووفقاً لعدة وكالات للأنباء أصيب حوالي 50 متظاهراً وثلاثة في حالةٍ حرجةٍ كما أصيب اثنان من رجال الشرطة في حين عانى العديد من رضوضٍ وكدماتٍ.
وجاء المتظاهرون في اليوم التالي والطائرات تحلق فوق المدينة على ارتفاع 150 متراً في حين تم جلب عشرات المدرعات والدبابات ولم يستطع بلفور الخروج من الفندق بسبب الحصار والاشتباكات. وفي لقاءٍ مع اللورد بلفور والقنصل البريطاني في دمشق أقنعه القائد الفرنسي العام على مغادرة دمشق.
ومن أجل خروج الأعيان البريطانية مع أقل اضطرابٍ وضع الجنرال الفرنسي حيلةً ذكيةً هي أن يجعل الطائرات تحلق وتلفت وتشتت انتباه الناس إلى أن يكون بلفور قد غادر الفندق دون لفت الانتباه.
وفي تحليله لجولة بلفور علق الأهرام أنها «أججت غضب المشرقيين في كل مكانٍ وطئته قدمُ صاحبِ الوعدِ الآثم. وهو الأمر الذي ترك بلا شك أثراً في ذهن اللورد بلفور».

## عشرون عاماً زعيماً للمحافظين
تزعم بلفور حزب المحافظين لأكثر من عشرين عاماً، وغادر حكومة لويد جورج عام 1919 لكنه عاد إلى مكتبه وشغل منصب رئيس مجلس اللوردات لمدة أربع سنوات من (1925 - 1929) في حكومة المحافظين برئاسة ستانلي بالدوين. وتوفي آرثر بلفور في عام 1930 عن عمر يناهز الـ 82 عاماً.

## حياته الشخصية
لم يتزوج آرثر بلفور بسبب موت الفتاة التي أحبها

## روابط خارجية
- آرثر جيمس بلفور على موقع IMDb (الإنجليزية)
- آرثر جيمس بلفور على موقع الموسوعة البريطانية (الإنجليزية)
- آرثر جيمس بلفور على موقع إن إن دي بي (الإنجليزية)